# Kistolmács, Zala
Kistolmács  este un sat în districtul Letenye, județul Zala, Ungaria, având o populație de 184 de locuitori (2011). 

## Demografie
Componența etnică a satului Kistolmács
     Maghiari (72,07%)
     Romi (25,68%)
     Germani (2,25%)
Componența confesională a satului Kistolmács
     Romano-catolici (82,61%)
     Necunoscută (17,39%)
Conform recensământului din 2011, satul Kistolmács avea 184 de locuitori. Din punct de vedere etnic, majoritatea locuitorilor (72,07%) erau maghiari, existând și minorități de romi (25,68%) și germani (2,25%).  Din punct de vedere confesional, majoritatea locuitorilor (82,61%) erau romano-catolici. Pentru 17,39% din locuitori nu este cunoscută apartenența confesională.